# Ragazzi di Lenin
I ragazzi di Lenin (in ungherese Lenin-fiúk) erano un distaccamento della polizia politica del governo rivoluzionario della Repubblica Sovietica Ungherese, protagonista del Terrore Rosso del 1919. Nato spontaneamente, il gruppo fu successivamente subordinato al Dipartimento per le indagini politiche del Comitato per la sicurezza popolare (guidato da Ottó Korvin).

## Storia

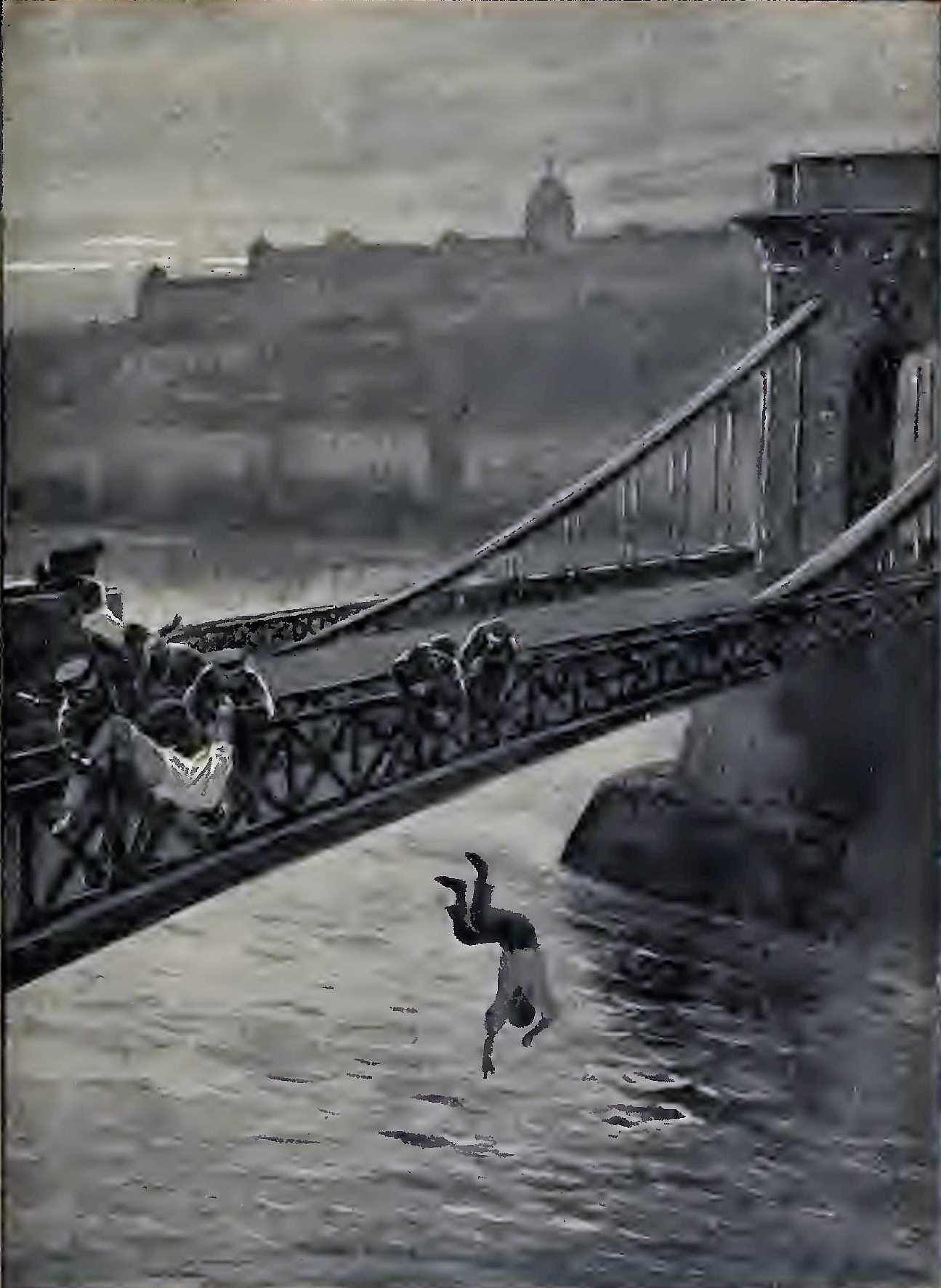
I due Hollán gettati nel Danubio il 22 aprile 1919. Illustrazione di Armand Lebrun, La dictature du prolétariat: les ravages du bolchévisme en Hongrie, p. 59.

Con il sostegno del commissario per gli Affari militari Tibor Szamuely e sotto la guida dell'ex marinaio József Cserny fu istituito uno squadrone della morte di 200 persone con sede nel Palazzo Batthyány sul Teréz Boulevard a Budapest. Il palazzo fu trasformato in una vera e propria fortezza; nelle cantine erano ammassate enormi quantità di munizioni, mentre la "guarnigione" aveva a disposizione cannoni, lanciabombe e ventiquattro mitragliatrici.
I membri del gruppo divennero presto noti per la loro crudeltà. Vestiti con giubbotti e pantaloni di pelle, erano equipaggiati con una carabina, una pistola Steyr, una baionetta e una bomba a mano. Nei 133 giorni in cui i comunisti rimasero al potere i ragazzi di Lenin setacciarono le campagne ungheresi su un treno blindato dando la caccia ai presunti controrivoluzionari. A Budapest e nelle aree rurali arrestarono nemici reali o presunti del governo rivoluzionario, trucidando circa 600 persone.
Teorico del Terrore Rosso fu il commissario all'istruzione György Lukács. In un articolo sulla Népszava del 15 aprile 1919, Lukács scriveva: «Il controllo dello Stato è l'occasione per distruggere le classi sfruttatrici. Un'occasione che non dobbiamo lasciarci sfuggire». Lukács in seguito divenne commissario della Quinta Divisione dell'Armata Rossa ungherese e in tale veste ordinò la fucilazione senza processo di otto dei suoi uomini nel villaggio Poroszló nel maggio 1919, crimine che in seguito ammise in un'intervista.
Le retate dei Ragazzi di Lenin vengono così descritte dall'inviato in Ungheria del Corriere della Sera Arnaldo Fraccaroli in un articolo del 12 settembre 1919:
L'ex segretario di Stato Sándor Hollán fu una delle prime vittime dei ragazzi di Lenin. Fu rapito insieme al figlio dalla sua residenza di Budapest il 22 aprile 1919. I miliziani freddarono entrambi con un colpo di pistola alla nuca sul Ponte delle Catene e gettarono i loro corpi nel Danubio.
Come la Čeka, i ragazzi di Lenin usavano sofisticati metodi di tortura: marchiavano i volti delle loro vittime con un ferro rovente, infilavano aghi sotto le unghie delle loro vittime per ottenere informazioni da loro; a volte mettevano una corda attorno al collo di un condannato in modo che non morisse immediatamente ma soffocasse lentamente.
Dopo l'ascesa al potere di Miklós Horthy, Cserny fu catturato, processato e giustiziato dal nuovo regime nel dicembre 1919, insieme a molti altri ragazzi Lenin. Szamuely fuggì da Budapest con la sua auto il 2 agosto 1919 e fu fermato dalle autorità austriache dopo aver attraversato illegalmente il confine. Si uccise con un colpo di pistola alla nuca mentre le guardie di frontiera perquisivano il militante comunista che lo aveva aiutato a passare il confine di nascosto.
La scrittrice ungherese Cécile Tormay (1876-1937) acquistò grande notorietà nel dopoguerra in seguito alla pubblicazione di un diario sugli orrori della rivoluzione ungherese del 1918-1919. Il titolo del diario (Libro proscritto, Bujdosó könyv) alludeva alla posizione della Tormay nell'Ungheria di quegli anni. La scrittrice era infatti ricercata dal governo rivoluzionario di Béla Kun per l'attività da essa svolta in appoggio alla resistenza e a favore dell'intervento in Ungheria degli eserciti dell'Intesa.